# Osvaldo Darío Nartallo
Osvaldo Darío Nartallo (* 1972 in General Belgrano, Provinz Buenos Aires) ist ein ehemaliger argentinischer Fußballspieler.

## Karriere
Nartallo begann seine Karriere 1990 bei San Lorenzo de Almagro, er machte nur 10 Spiele für den Verein und verließ ihn 1992. Sein nächster Verein war Nueva Chicago in der argentinischen 2. Liga.
Später im Jahr 1992 wechselte er zu den Orlando Pirates in Südafrika und 1993 zu Beşiktaş JK in die Türkei. Er gewann mit dem Verein den türkischen Pokal und den Supercup und erzielte mehrere Tore. Später spielte er für Petrol Ofisi Spor in der Süper Lig.
1998 zog er nach Spanien und spielte zusammen mit seinen Landsleuten Gaston Lolito und Sebastian Hernán Cattaneo für Granada CF.
1999 zog Nartallo nach Mexiko, wo er für drei Vereine spielte: Puebla Fútbol Club (1999–2000), Toros Neza (2000) und Querétaro FC (2001).
Mitte 2001 wollte er einen Neuanfang starten und hätte fast bei einem Verein in Chile unterschrieben, doch im letzten Moment scheiterte der Deal. Anschließend kehrte er nach Argentinien zurück, um für San Lorenzo de Mar del Plata bei regionalen Turnieren und in der lokalen Liga zu spielen, wo er neben Cristian Daguerre, Gaston Ervitti und Darius Cajaravilla spielte. 2003 beendete er seine aktive Laufbahn als Spieler.
Zur Saison 2021/22 engagierte man ihn als Interimstrainer für den CA Alvarado.

## Erfolge
- Türkischer Pokalsieger 1993/94
- Türkischer Fußball-Supercup 1994